# Eva Lawler
Eva Dina Lawler, née le 18 août 1962 à Darwin, est une femme politique australienne.

## Biographie
Avant de se lancer en politique, Eva Lawler travaille comme institutrice, puis comme directrice d'école.
Elle est membre de l'Assemblée législative du Territoire du Nord pour la circonscription de Drysdale depuis les élections de 2016. Elle est ministre de l'Éducation de 2016 à 2018 et de 2022 à 2023, ainsi que trésorière et ministre des Infrastructures.
Le 20 décembre 2023, elle est élue ministre en chef du Territoire du Nord et chef du Parti travailliste du Territoire du Nord, à la suite de la démission de Natasha Fyles.